# Шалешка језера
Шалешка језера је назив за три вештачка језера на северу Словеније, настала због ископавања угљa у том крају које траје 130 година. 

## Географске карактеристике
Шалешка језера су Дружмирско, Велењско и Шкалско и простиру се између Шоштања и Велења, на површини од 6 km и садрже преко 35 милиона кубниx метара воде. Прво је настало Шкалско језеро још пре Другог светског рата, након њега Велењско, а последње је настало Дружмирско језеро између 1975. и 2005. Сва три језера настала су на исти начин слегањем тла, на месту старих рударских ровова угљa, које су попуниле воде локалних потока.